# Prumnopitys montana
Prumnopitys montana är en barrträdart som först beskrevs av Alexander von Humboldt, Aimé Bonpland och Carl Ludwig von Willdenow, och fick sitt nu gällande namn av De Laub. Prumnopitys montana ingår i släktet Prumnopitys och familjen Podocarpaceae. IUCN kategoriserar arten globalt som livskraftig. Inga underarter finns listade i Catalogue of Life.